# 第2回先進国首脳会議
第2回先進国首脳会議（だい2かいせんしんこくしゅのうかいぎ）は、1976年6月27日から28日までアメリカ合衆国プエルトリコのサンファンで開催された先進国首脳会議。通称サンファン・サミット。この会議からカナダが参加した。

## 出席首脳
- ジェラルド・フォード（議長・アメリカ合衆国大統領）
- ピエール・トルドー（カナダ首相）
- ヴァレリー・ジスカール・デスタン（フランス共和国大統領）
- ヘルムート・シュミット（西ドイツ首相）
- アルド・モロ（イタリア首相）
- 三木武夫（日本国首相）
- ジェームズ・キャラハン（イギリス首相）